# 핵무기 선제 사용 금지
핵무기 선제 사용 금지(核武器先制使用禁止, 영어: No first use, NFU)는 제1격인 핵선제공격은 포기하고, 제2격인 핵보복공격만 한다는 핵전쟁 정책이다.

## 역사
제1격은 ICBM, 제2격은 핵잠수함의 SLBM이 대표적인 무기체계이다. 2021년 기준으로, ICBM을 배치해 제1격인 핵선제공격 정책을 채택중이고, 실제로 즉시 발사가 가능한 상태를 유지하는 나라는 미국과 러시아 뿐이다. 중국, 북한도 ICBM을 배치했다고는 하지만, 제1격을 하기에는 매우 적은 수량을 배치하고 있다. 즉 개발과 실전배치는 했지만, 대량배치는 하지 않았다.

## 중국
중국은 1964년 처음으로 핵 능력을 획득했을 때 "언제, 어떤 상황에서도 핵무기를 처음으로 사용하지 않는다"고 선언하면서 NFU 정책을 제안하고 약속한 최초의 국가가 되었다. 냉전 시대에 중국은 미국, 소련과 국제 군비 경쟁을 하기보다는 핵무기 규모를 작게 유지하기로 결정했다. 중국은 최근 몇 년 동안 2005년, 2008년, 2009년 및 2011년에 반복적으로 처음 사용 금지 정책을 재확인했다. 중국은 또한 지속적으로 미국에 NFU 정책을 채택하여, 중국과 양자간 NFU 협정을 체결하자고 요구하고 있다. 또한 5개 핵보유국 간 NFU 협정을 체결을 요구하고 있다.

## 미국
오바마 행정부는 NFU 정책을 추진했다가 일본 등의 반대로 포기했다. 조 바이든은 2016년 버락 오바마 행정부에서 부통령으로 재임할 때도 핵무기 선제 사용 금지, 단일 목적 사용 정책을 지지했다.
2018년 트럼프 행정부는 핵 태세 검토 보고서(NPR)에서 핵무기 사용의 유일한 목적은 핵공격을 역제하기 위한 것이라는 점을 거부했으며 따라서 ‘선제공격 금지’ 정책을 채택하지 않았다. 트럼프 행정부는 “미국이 극단적 상황에서 미국의 핵심 이익과 동맹과 파트너들을 방어하기 위해 핵무기 사용을 고려할 수 있다”고 밝혔다.
2020년 밥 우드워드의 저서 격노에서 트럼프 행정부가 유사시 북한에 대해 핵무기 80발을 선제공격하는 계획을 세웠다고 언급했다. 청와대는 부인하며, 영어 번역의 오류이며, 북한이 핵무기 80발을 남한에 공격하는 이야기라고 어설프게 해명했다. 그러나 후속보도에서 아무도 밥 우드워드에게 뭐가 정확한 번역인지 확인 질문을 하지 않았고, 대강 얼버무려졌다.
2021년 10월 30일, 조 바이든 미국 행정부가 미국 본토 방어를 위해서만 핵무기를 사용하고 다른 나라에 대한 선제공격용으로는 쓰지 않는 방안을 검토 중이라고 영국 파이낸셜타임스(FT)가 보도했다. 미국의 핵우산 아래 보호받기를 원하는 동맹국들은 이 소식을 듣고 충격에 빠졌고 미국의 태도를 바꾸기 위해 로비전에 돌입했다. 핵 태세 검토 보고서(NPR)에 핵무기 선제 사용 금지, 단일 목적 사용 정책을 명시하려고 한다.
최근, 중국은 미국이 NFU 정책을 받아들이지 않으면, 자신들도 제1격을 준비하겠다면서, 대규모로 ICBM 기지를 건설중이다.

## 같이 보기
- 비핵화